# 門德山
74°50′S 71°36′W / 74.833°S 71.600°W
門德山（英語：Mount Mende）是南極洲的山峰，位於帕爾默地，處於蘭澤羅蒂山西南面0.9公里，屬於斯凱海冰原島峰的一部分，海拔高度約1,500米，現時由南極條約體系管理。